# Ладожино
Ладожино — деревня в Кольчугинском районе Владимирской области России, входит в состав Флорищинского сельского поселения.

## География
Деревня расположена в 9 км на северо-запад от центра поселения посёлка Металлист и в 19 км на северо-запад от райцентра города Кольчугино.

## История
В конце XIX — начале XX века деревня входила в состав Андреевской волости Александровского уезда. В 1859 году в деревне числилось 8 дворов, в 1905 году — 20 дворов, в 1926 году — 24 двора.
С 1929 года деревня входила в состав Богородского сельсовета Кольчугинского района, с 1948 года — в составе пригородной зоны города Кольчугино, с 1962 года — в составе Флорищинского сельсовета, с 1965 года — в составе Кольчугинского района, с 2005 года — в составе Флорищинского сельского поселения.

## Население
| 1859 | 1905 | 1926 | 2002 | 2010 | 2021 |
| ---- | ---- | ---- | ---- | ---- | ---- |
| 79   | ↗130 | →130 | ↘0   | ↗3   | ↗8   |